# Bloed
Bloed is een vloeistof, op basis van water, die in het lichaam van dieren en mensen circuleert voor onder andere de verdeling van zuurstof en voedingsstoffen en voor de afvoer van overtollige stoffen van de stofwisseling. Bij gewervelden, ringwormen, inktvissen en complexere geleedpotigen wordt bloed door een hart rondgepompt in een vaatstelsel.

## Functies
Bloed heeft een groot aantal fysiologische functies. Het draagt zorg voor de aan- en afvoer van:
- zuurstof
- koolstofdioxide
- hormonen
- voedingsstoffen:
  - glucose
  - aminozuren
  - mineralen
  - vitamines

Bloed speelt ook een rol bij onze weerstand (tegen pathogenen):
- - cellulaire immuniteit
  - humorale immuniteit:
    - complementsysteem
    - antistoffen
- stolling van bloed bij verwondingen
- warmte, met name bij dieren met een constante lichaamstemperatuur

### Transportmiddel
Bij complexere dieren zorgt bloed dankzij ademhalingspigmenten als hemoglobine in rode bloedcellen of hemocyanine voor de aanvoer van zuurstof van de longen naar de cellen. Bij kleinere organismes wordt bloed niet gebruikt voor de aanvoer van zuurstof en dit heeft daarom geen transporteiwit. Daardoor is het kleurloos, zodat het meer lijkt op lymfe. 
Glucose wordt, opgelost in het bloedplasma, van het spijsverteringskanaal ook door het bloed naar de cellen in de verschillende weefsels  gebracht, waar het samen met zuurstof voor de celademhaling wordt gebruikt. Het in de cellen gevormde verbrandingsproduct koolstofdioxide wordt door het bloed vervolgens terug naar de longen vervoerd, die het via diffusie in de longhaarvaten uitscheiden aan de buitenlucht.
De bij de glucoseverbranding in spierweefsel vrijgekomen warmte wordt, dankzij de hoge soortelijke warmte van water, door het bloed zeer effectief afgevoerd en over het lichaam verspreid. Bij rusttoestand van het lichaam wordt met name warmte afkomstig van stofwisseling in de lever gelijkmatig over het lichaam verspreid door het bloed.

## Samenstelling

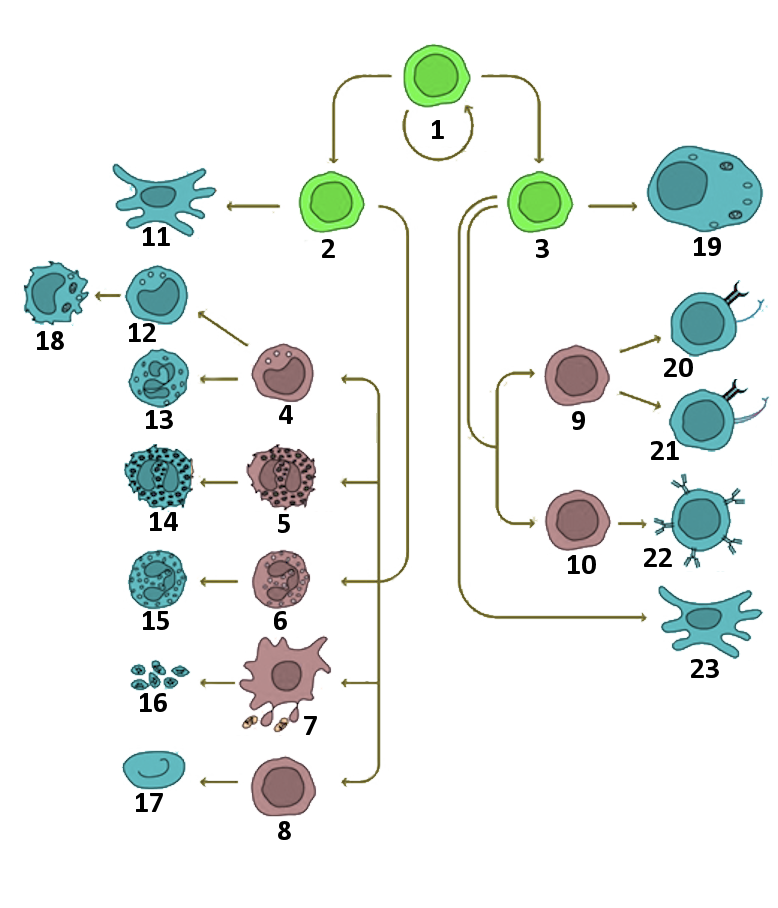
Vorming van bloed met alle differentiaties
----

Bloed kan het best worden beschouwd als een vloeibaar weefsel. Het bloed van zoogdieren bestaat uit een dragende vloeistof (bloedplasma) waarin enerzijds verschillende bestanddelen zijn opgelost en waarin zich anderzijds drie hoofdsoorten bloedcellen in suspensie bevinden. Door centrifugering worden drie lagen onderscheiden naargelang van hun massadichtheid: het plasma is het lichtste gedeelte en bevat ongeveer 55% van het volume; de rode bloedcellen (erytrocyten) zijn het zwaarst en maken ongeveer 45% van het volume uit; daartussen bevindt zich een dun laagje (minder dan 1%) dat buffy coat heet en dat de witte bloedcellen (leukocyten) en de bloedplaatjes (trombocyten) bevat.
Het volumepercentage van de rode bloedcellen heet hematocriet.

### Type cellen
Bloed bestaat uit drie hoofdtypen van bloedcellen. Vanuit de myeloïde progenitorcel vindt in het lichaam de vorming van de verschillende soorten bloedcellen plaats, respectievelijk:
- erytropoëse: de aanmaak van rode bloedcellen of erytrocyten die voornamelijk gevuld zijn met het eiwit hemoglobine, dat het grootste gedeelte van het transport van zuurstofgas en koolstofdioxide verzorgt. Bij zoogdieren als de mens hebben de volgroeide rode bloedcellen geen celkern.
- leukopoëse: de aanmaak van witte bloedcellen in een groot aantal variëteiten:
  - monocyten
  - neutrofiele granulocyten
  - eosinofiele granulocyten
  - basofiele granulocyten
- trombopoëse: de aanmaak van bloedplaatjes.

Daarnaast leidt de lymfoïde progenitor cel tot de vorming van:
- B-cellen
- T-cellen
- natural killer-cellen
- dendritische cellen

### Andere bestanddelen
Bloedplasma bestaat uit de basisvloeistof water, met daarin onder andere opgelost:
- elektrolyten: ionen, gevormd uit de dissociatie van zouten:
  - natriumchloride, uiteengevallen in natriumkationen en chloride-anionen
  - kalium-kationen
  - magnesium-kationen
  - calcium-kationen
  - waterstofcarbonaat-anionen, een buffer tegen de schommeling van de pH van bloed; zie artikel zuur-base-evenwicht
- colloïdale bestanddelen die uit talloze eiwitten bestaan, zoals
  - transporteiwitten, waarvan albumine naar hoeveelheid het belangrijkste is,
  - enzymen, zoals de stollingsfactoren,
  - signaalstoffen, waaronder diverse hormonen, en
  - antistoffen
- voedingsstoffen (waaronder glucose, cholesterol en, een beetje, zuurstof), plus afvalproducten (waaronder kooldioxide)

Het vloeibare deel van het bloed, het water met alle daarin opgeloste mineralen en eiwitachtige stoffen, is het bloedplasma. Wanneer  bloed buiten het lichaam gebracht wordt, zal het gaan stollen, waarbij zich, op het gestolde bloed, een gelig vloeibaar laagje vormt. In deze vloeistof, het bloed-serum, zitten alle bestanddelen van het plasma, behalve de stollingsfactoren.

### Fysische en chemische eigenschappen
Bloed is licht alkalisch met een pH tussen 7,35 en 7,45. Een volwassen man heeft gemiddeld 5 tot 6 liter bloed; bij een volwassen vrouw is dat 4 tot 5 liter.
Dat komt neer op 60-98 ml bloed per kg lichaamsgewicht. Per vierkante meter m² lichaamsoppervlak komt dat bij mannen neer op 2,8 liter bloed per vierkante meter en bij vrouwen op 2,4 l/m².

## Kleur
Bij mensen en andere dieren waarvan het bloed hemoglobine bevat, is zuurstofrijk bloed helderrood. De kleur wordt veroorzaakt door het hemoglobine-molecuul met de eraan gebonden zuurstof. Zuurstofarm bloed is donkerder rood. Doordat aderen onder enkele lagen weefsel liggen, lijkt het bloed donkerder, waardoor de aderen niet rood, maar blauw doorschemeren door de huid. Hierdoor kon de misvatting ontstaan dat bloed in de aderen blauw is tot het wordt blootgesteld aan de lucht. Deze misvatting wordt bovendien versterkt door het feit dat in veel schematische medische afbeeldingen de aderen of de bloedvaten die zuurstofarm bloed bevatten blauw getekend zijn en de slagaderen of de bloedvaten die zuurstofrijk bloed vervoeren rood.
Het bloed van de degenkrab, en inktvissen is werkelijk blauw. Dit wordt veroorzaakt door het feit dat het bloed van de degenkrab geen hemoglobine bevat voor het zuurstoftransport, maar hemocyanine. Dit eiwit bevat een koperion in plaats van een ijzerion en geeft het bloed van de degenkrab een blauwe kleur. Daarnaast komt de bloedkleur roze voor  bij de peniswormen en de armpotigen, en, dankzij een hoog gehalte aan galkleurstof, kleurt het bloed van het skinkengeslacht Prasinohaema groen.
IJsvissen die leven onder zeer lage temperaturen zijn organismen met wit bloed. Een zuurstofdragende stof blijkt niet nodig te zijn, aangezien er al genoeg zuurstof opgelost kan worden in het bloedplasma.

## Aandoeningen van de bloedcellen
Bloedarmoede is een tekort aan rode bloedcellen. Hemofilie is een zeldzame erfelijke aandoening bij mannen die het klonteren van bloed belet of vermindert, waardoor de patiënt zelfs bij een kleine verwonding lang blijft bloeden. Bloedarmoede wordt nog onderverdeeld naargelang van de onderliggende oorzaak:
- Bij hemolytische anemie worden rode bloedcellen te snel venietigd. Een bijzondere vorm is sikkelcelanemie, die veroorzaakt wordt door een erfelijke afwijking in de samenstelling van de hemoglobine (een van de 146 aminozuren in de beta-keten is gewijzigd). Hemolytische anemie kan ook worden veroorzaakt door bloedtransfusie van de verkeerde bloedgroep or door sommige bacteriën of parasieten.

- Bij beenmergdepressie worden te weinig nieuwe bloedcellen gevormd in het rode beenmerg, bijvoorbeeld als gevolg van een virus, een geneesmiddel, een chemische stof of bestraling.

- IJzergebreksanemie is een verminderde werking van de rode bloedcellen door een tekort aan hemoglobine.

- Pernicieuze anemie is een auto-immuunziekte die vooral bij ouderen voorkomt. Het maagslijmvlies wordt beschadigd waardoor het lichaam niet langer genoeg vitamine B12 opneemt.

- Hemorragische anemie is een tekort aan rode bloedcellen door bloeding. Dit komt ook in een chronische vorm voor door een kleine maar persistente bloedende inwendige zweer.

## Taal
"Bloed" is evenals onder meer het Duitse Blut  en het Engelse blood ook een oude term voor verwantschap of afstamming die vroeger in het Nederlands vrij algemeen werd gebruikt, zoals in het volkslied getiteld "Wiens Neerlands bloed door d'aadren vloeit" van de "dichter des vaderlands" Hendrik Tollens. Dit begrip van bloed in meer overdrachtelijke zin (waar men thans eerder van DNA zou spreken) speelde ook een rol in 19e- en 20e-eeuwse pseudowetenschappelijke en vaak racistische rassentheorieën.